# Cricotopus planus
Cricotopus planus är en tvåvingeart som beskrevs av Boothroyd 1990. Cricotopus planus ingår i släktet Cricotopus och familjen fjädermyggor. Inga underarter finns listade i Catalogue of Life.